# SAS Manthatisi
Pour les articles homonymes, voir Mmanthatisi.
Le SAS Manthatisi (numéro de coque S101), est un sous-marin de classe Héroïne actuellement en service dans la marine sud-africaine. Le SAS Manthatisi est nommé d’après la femme chef guerrière de la tribu Batlokwa, Mmanthatisi. Le maire exécutif de la municipalité locale de Naledi et la marraine du bâtiment, le Dr Ruth Segomotso Mompati, ont annoncé le nom du sous-marin en 2006 lors d’une cérémonie à Simon's Town.

## Contexte
En juillet 2000, l’Afrique du Sud a signé avec Howaldtswerke-Deutsche Werft (HDW) et Thyssen Nordseewerke un contrat pour la construction de trois sous-marins de type 209/1400. Ces sous-marins remplacent les sous-marins de classe Daphné construits en France (les SAS Spear, SAS Assegaai et SAS Umkhonto) qui ont été mis hors service en 2003. Certains observateurs considèrent que ces bateaux sont les premiers « vrais » sous-marins de la marine sud-africaine, conçus pour être plus à l’aise sous l’eau qu’en surface, contrairement aux submersibles de classe Daphné pour lesquels c’était l’inverse.

## Historique
Le SAS Manthatisi est arrivé à Simon's Town le 8 avril 2006, accompagné de la frégate de classe Valour SAS Amatola (F145).
L’exercice Amazolo, le premier exercice multi-marines impliquant des navires de l’Organisation du traité de l'Atlantique nord (OTAN) et de la marine sud-africaine, a eu lieu en septembre 2007. Les navires de l’OTAN comprenaient l’USS Normandy, le pétrolier allemand Spessart, le HNLMS Evertsen (F805), le NCSM Toronto (FFH 333), le HDMS Olfert Fischer (F355) et le NRP Álvares Cabral (F331). Le Manthatisi a réussi à pénétrer un écran anti-sous-marin formé de sept navires, dont les deux frégates sud-africaines de classe Valour SAS Amatola (F145) et SAS Isandlwana (F146) et l’USS Normandy. Après avoir « coulé » virtuellement la cible protégée par l’écran des navires de surface, le sous-marin a allumé les navires de guerre de surface et a « coulé » chacun d’eux.
Le Manthatisi a été retiré du service en 2007 et placé en réserve dans le cadre du plan de la marine sud-africaine visant à maintenir seulement deux de ses trois sous-marins en service. Il a commencé un carénage en 2010 et est revenu en service en octobre 2014.